# Liste der Baudenkmale in Winsen (Luhe)
In der Liste der Baudenkmale in Winsen (Luhe) sind alle Baudenkmale der niedersächsischen Gemeinde Winsen (Luhe) aufgelistet. Die Quelle der Baudenkmale ist der Denkmalatlas Niedersachsen.

## Allgemein
In den Spalten befinden sich folgende Informationen:
- Lage: die Adresse des Baudenkmales und die geographischen Koordinaten. Kartenansicht, um Koordinaten zu setzen. In der Kartenansicht sind Baudenkmale ohne Koordinaten mit einem roten Marker dargestellt und können in der Karte gesetzt werden. Baudenkmale ohne Bild sind mit einem blauen Marker gekennzeichnet, Baudenkmale mit Bild mit einem grünen Marker.
- Bezeichnung: Bezeichnung des Baudenkmales
- Beschreibung: die Beschreibung des Baudenkmales. Unter § 3 Abs. 2 NDSchG werden Einzeldenkmale und unter § 3 Abs. 3 NDSchG Gruppen baulicher Anlagen und deren Bestandteile ausgewiesen.
- ID: die Objekt-ID des Baudenkmales
- Bild: ein Bild des Baudenkmales, ggf. zusätzlich mit einem Link zu weiteren Fotos des Baudenkmals im Medienarchiv Wikimedia Commons. Wenn man auf das Kamerasymbol klickt, können Fotos zu Baudenkmalen aus dieser Liste hochgeladen werden:

## Bahlburg

### Gruppe: Abschnitt der Eisenbahnstrecke Lüneburg – Buchholz
Die Gruppe hat die ID 41512795. Abschnitt der stillgelegten Eisenbahnstrecke Lüneburg – Buchholz südlich von Bahlburg, mit vier in Naturstein gemauerten, tonnengewölbten Durchlässen durch den Bahndamm sowie einer Brücke. Bahndamm mit Gleisschotter, Schienen nicht erhalten. Teilweise erhaltene Hektometersteine.

| Lage                         | Bezeichnung                        | Beschreibung | ID       | Bild |
| ---------------------------- | ---------------------------------- | --- | -------- | ---- |
| 53° 17′ 42″ N, 10° 10′ 53″ O | Durchlass (Unterirdisches Bauwerk) | Eisenbahnüberführung, im Bahndamm integrierter Durchlass mit Backstein-Tonnengewölbe und geböschten Flügelmauern aus Quadermauerwerk sowie Abdeckplatten aus Sandstein, schlichtes Bauwerk mit Stahlgeländer. Baujahr Unterbau 1873, Überbau 1873. | 41512908 |      |
| 53° 17′ 43″ N, 10° 10′ 44″ O | Durchlass                          | | 41512892 |      |
| 53° 17′ 43″ N, 10° 10′ 41″ O | Durchlass                          | | 41512872 |      |
| 53° 17′ 44″ N, 10° 10′ 31″ O | Durchlass                          | | 41512780 |      |

### Einzelbaudenkmale
| Lage                                          | Bezeichnung     | Beschreibung | ID       | Bild |
| --------------------------------------------- | --------------- | --- | -------- | ---- |
| 53° 17′ 41″ N, 10° 11′ 16″ O                  | Eisenbahnbrücke | Eisenbahnüberführung über die Luhe, eiserne Balkenbrücke mit durchgehendem Gelenkträger (Gerberträger), Deutschlands erste Eisenbahnbrücke mit Gerberträger, vollwandige Blechträger mit oben liegender Fahrbahn, überbrücken drei Öffnungen mit Stützweiten von 12,55 m, Gesamtlänge 43,40 m.                                                                         | 41513037 |      |
| Scharmbecker Weg 53° 18′ 42″ N, 10° 10′ 27″ O | Weg (Verkehr)   | Teil des Scharmbecker Weges von Bahlburg ca. 500 m nach Nordwesten führend, zwischen Aueweg und der Landesstraße 234. Etwa drei Meter breites Feldsteinpflaster mit leichtem Graderprofil und etwa ebenso breiter begleitender, unbefestigter Sommerweg. Beidseitig begleitende Baumreihen unterschiedlichen Alters. Im 18. Jh. Teil des Postweges Lüneburg - Harburg. | 26966726 |      |

## Borstel

### Einzelbaudenkmale
| Lage                                              | Bezeichnung | Beschreibung | ID       | Bild |
| ------------------------------------------------- | ----------- | --- | -------- | ---- |
| Lüneburger Straße 167 53° 21′ 5″ N, 10° 14′ 6″ O  | Bauernhaus  | Im 17. Jahrhundert erbautes Fachwerk-Bauernhaus des erstmals im Schatzregister von 1561 erwähnten Hofes Nr. 11 Mohrmann, später Porth. | 26965477 |      |
| Lüneburger Straße 171 53° 21′ 2″ N, 10° 14′ 14″ O | Schule      | 1874 in Backsteinweise erbautes Schulhaus, das später durch einen Anbau erweitert wurde. Heute Wohnhaus. | 26966251 |      |
| Turnhallenweg 8 53° 21′ 4″ N, 10° 14′ 20″ O       | Schule      | Altes Schulgebäude im 18. Jahrhundert am Standort Lüneburger Straße Ecke Turnhallenweg in Fachwerkweise erbaut. 1874 an den heutigen Standort versetzt, um Platz für einen neuen Schulbau zu schaffen. Es folgte der Umbau zum Häuslingshaus für den Borsteler Hof Nr. 4 Rabeler. 2020 grundlegend saniert. Heute Wohnhaus. | 26966236 |      |

## Haue

### Einzelbaudenkmale
| Lage                                          | Bezeichnung              | Beschreibung | ID       | Bild |
| --------------------------------------------- | ------------------------ | --- | -------- | ---- |
| Elbuferstraße 12 53° 23′ 38″ N, 10° 12′ 22″ O | Wohn-/Wirtschaftsgebäude | Freistehender giebelständiger eingeschossiger Sichtbacksteinbau unter Satteldach. Wohngiebel zur Straße ausgerichtet, mit Fenstern in beiden Dachgeschossen und symmetrischer Backstein- und Putzgliederung. Leicht vortretender risalitartiger Mittelteil von drei Achsen bis zur Höhe des ersten Dachgeschosses. Geschossgesimse in Rautenmuster mit verputzten Rücklagen. Ecklisenen und vortretender Rundbogenfries am Ortgang. Stichbogige Fenster- und Türöffnungen, Rundfenster in der Giebelspitze. Zweiflügelige Haustür mit Oberlicht. | 26964828 |      |

## Laßrönne

### Einzelbaudenkmale
| Lage                                         | Bezeichnung | Beschreibung     | ID       | Bild |
| -------------------------------------------- | ----------- | ---------------- | -------- | ---- |
| Am Schöpfwerk 53° 22′ 52″ N, 10° 13′ 23″ O   | Schöpfwerk  | abgebrochen 2001 | 26966037 |      |
| Seebrückenweg 5 53° 23′ 16″ N, 10° 13′ 33″ O | Bauernhaus  |                  | 26964812 |      |

## Luhdorf

### Gruppe: Hofanlage Winsener Landstraße 51
Die Gruppe „Hofanlage Winsener Landstraße 51“ hat die ID 26970023.

| Lage                                                | Bezeichnung              | Beschreibung | ID       | Bild |
| --------------------------------------------------- | ------------------------ | ------------ | -------- | ---- |
| Winsener Landstraße 51 53° 20′ 0″ N, 10° 12′ 1″ O   | Scheune                  |              | 26965686 |      |
| Winsener Landstraße 51 53° 19′ 59″ N, 10° 11′ 59″ O | Wohn-/Wirtschaftsgebäude |              | 26965656 |      |

### Einzelbaudenkmale
| Lage                                               | Bezeichnung | Beschreibung | ID       | Bild |
| -------------------------------------------------- | ----------- | ------------ | -------- | ---- |
| Winsener Landstraße 51 53° 20′ 1″ N, 10° 11′ 59″ O | Scheune     |              | 26964768 |      |
| Luhdorfer Twieten 8 53° 19′ 54″ N, 10° 11′ 41″ O   | Bauernhaus  |              | 26964797 |      |

## Hoopte

### Gruppe: Wohnhäuser, Hoopter Elbdeich 64, 66
Die Gruppe „Wohnhäuser, Hoopter Elbdeich 64, 66“ hat die ID 26970005.

| Lage                                            | Bezeichnung | Beschreibung | ID       | Bild |
| ----------------------------------------------- | ----------- | ------------ | -------- | ---- |
| Hoopter Elbdeich 66 53° 23′ 55″ N, 10° 9′ 42″ O | Wohnhaus    |              | 26966115 |      |
| Hoopter Elbdeich 64 53° 23′ 53″ N, 10° 9′ 41″ O | Wohnhaus    |              | 26966129 |      |

### Gruppe: Hofanlage Hoopter Elbdeich 70
Die Gruppe „Hofanlage Hoopter Elbdeich 70“ hat die ID 26970014.

| Lage                                            | Bezeichnung              | Beschreibung | ID       | Bild |
| ----------------------------------------------- | ------------------------ | ------------ | -------- | ---- |
| Hoopter Elbdeich 70 53° 23′ 57″ N, 10° 9′ 35″ O | Wohn-/Wirtschaftsgebäude |              | 26966098 |      |
| Hoopter Elbdeich 70 53° 23′ 56″ N, 10° 9′ 34″ O | Scheune                  |              | 26966084 |      |

### Einzelbaudenkmale
| Lage                                             | Bezeichnung    | Beschreibung | ID       | Bild |
| ------------------------------------------------ | -------------- | ------------ | -------- | ---- |
| Hoopter Elbdeich 28 53° 23′ 40″ N, 10° 10′ 22″ O | Wohnhaus       |              | 26966189 |      |
| Hoopter Elbdeich 35 53° 23′ 42″ N, 10° 10′ 16″ O | Bauernhaus     |              | 26966158 |      |
| Hoopter Elbdeich 47 53° 23′ 45″ N, 10° 10′ 4″ O  | Bauernhaus     |              | 26966143 |      |
| Hoopter Elbdeich 53° 23′ 57″ N, 10° 9′ 37″ O     | Kriegerdenkmal |              | 26966204 |      |
| Hoopter Elbdeich 76 53° 24′ 0″ N, 10° 9′ 31″ O   | Wasserturm     |              | 26966069 |      |
| Hoopter Elbdeich 77 53° 24′ 0″ N, 10° 9′ 29″ O   | Wohnhaus       |              | 26966281 |      |
| Hoopter Elbdeich 116 53° 24′ 20″ N, 10° 8′ 53″ O | Siel           |              | 46614510 |      |

## Winsen (Luhe)

### Gruppe: Schloss Winsen
| Lage                                       | Bezeichnung    | Beschreibung | ID       | Bild |
| ------------------------------------------ | -------------- | --- | -------- | ---- |
| Schloßplatz 4 53° 21′ 47″ N, 10° 12′ 16″ O | Schloss Winsen | Schlossbau aus der Zeit um 1600, basierend auf einer um 1300 entstandenen Wasserburg an einem Flussübergang der Luhe. Blockhafter Backsteinbau, nach Westen geöffnete Dreiflügelanlage, über dem Ostfried aufragender Bergfried. Seit 1852 wird das Schloss als Amtsgericht genutzt. Größere Umbauten und Ergänzungen fanden zwischen 1901 und 1903 (Instandsetzung des Durchfahrtsportals und des Maßwerkfensters in der Ostwand des Turmes (sog. Kapellenfenster)) sowie Einrichtung der Alten Amtsstube als Sitzungszimmer für den Kreisrat und die Einrichtung einer Registratur im zweiten Obergeschoss des Turmes unter dem Lüneburger Architekten Franz Krüger. 1908 bis 1910 folgte dann, ebenfalls nach Krügers Plänen ein grundlegender Umbau des Nordflügels mit Aufstockung des Treppenturms in der bis heute erhaltenen Form sowie 1911 der Anbau eines zwischenzeitlich wieder entfernten Windfangs an der Dienstwohnung des Landrats, die damals im Südflügel untergebracht war. | 26965108 |      |
| Schlossplatz 53° 21′ 46″ N, 10° 12′ 16″ O  | Graft          | Teichartig gestaltete Grabenreste nördlich und südlich des Schlosses, Relikt der ursprünglichen Situation als Wasserburg. | 26966561 |      |
| Schlossplatz 53° 21′ 46″ N, 10° 12′ 19″ O  | Schlosspark    | Parkartig gestaltete Grünanlage mit älterem Baumbestand aus der Zeit um 1900, die das Schloss Winsen allseitig umgibt. Südlicher und östlicher Bereich entlang der teichartig aufgeweiteten Graft im 20. Jahrhundert als Schlosspark umgestaltet. | 26966591 |      |

### Gruppe: Mühlenbauanstalt Pätzmann
Die Gruppe hat die ID 26969958. Betriebsgelände der 1869 in Lüneburg gegründeten und 1871 in Winsen angesiedelten „Mühlenbauanstalt W. Pätzmann“, bestehend aus dem zweiflügeligen Produktionsgebäude in Sichtbackstein an der Ecke Deichstraße/Am krummen Deich sowie der zweistöckigen Fabrikantenvilla, die 1907 einen kleineren Vorgängerbau ersetzte, und dem dazugehörigen Betriebshof.

| Lage                                       | Bezeichnung               | Beschreibung | ID       | Bild |
| ------------------------------------------ | ------------------------- | --- | -------- | ---- |
| Deichstraße 35 53° 21′ 57″ N, 10° 12′ 5″ O | Mühlenbauanstalt Pätzmann | Sichtbacksteinbau in Ecklage auf unregelmäßigem, dem Straßenverlauf angepassten Grundriss unter flach geneigten Satteldächern in Bitumendeckung. Traufständiger Flügel an der Deichstraße zweieinhalbgeschossig, mit seitlicher Durchfahrt auf gusseisernen Säulen und regelmäßiger Gliederung durch vortretende Gesimse und Lisenen sowie paarweise angeordnete stichbogige Obergeschossfenster aus Eisen. Westlicher Flügel traufständig an der Straße „Am krummen Deich“ zweigeschossig mit massivem Erd- und Fachwerk-Obergeschoss mit senkrechter Verbretterung. | 26965578 |      |
| Deichstraße 35 53° 21′ 57″ N, 10° 12′ 4″ O | Wohnhaus                  | Freistehender zweistöckiger Fachwerkbau mit weiß geschlemmter Backsteinausfachung unter zwei im rechten Winkel zueinander stehenden Satteldächern mit unterschiedlicher Traufhöhe. Große Dachüberstände, giebelseitig mit verziertem Freigespärre. Kleine Dachgauben unter weit überstehenden Satteldächern. Erker an der Südostfassade im Obergeschoss. Fabrikantenvilla des auf demselben Grundstück stehenden Mühlenbaubetriebes. | 26965592 |      |

### Gruppe: Wohnhäuser Brauhofstrasse  1–2
Die Gruppe hat die ID 26969931. Gruppe aus zwei giebelständigen, zweigeschossigen Fachwerkhäusern in Ecklage an der abgewinkelten Brauhofstraße, errichtet wohl im 17. Jahrhundert bis um 1800, mit Veränderungen des 19. Jahrhunderts.

| Lage                                         | Bezeichnung | Beschreibung | ID       | Bild |
| -------------------------------------------- | ----------- | --- | -------- | ---- |
| Brauhofstraße 1 53° 21′ 53″ N, 10° 12′ 19″ O | Wohnhaus    | Zweigeschossiges giebelständiges Fachwerkhaus mit Backsteinausfachung unter Satteldach mit einseitigem Halbwalm über dem straßenseitigen Giebel. Straßenfassade im Erdgeschoss massiv ersetzt.                                                   | 26964887 |      |
| Brauhofstraße 2 53° 21′ 53″ N, 10° 12′ 20″ O | Wohnhaus    | Zweigeschossiger Fachwerkbau in Ecklage mit Backsteinausfachung unter Satteldach. Stockwerksbauweise in Oberrähmzimmerung. Straßenseitiges Fach und Giebel massiv in Sichtbackstein ersetzt, geschlemmt. Giebel mit First- und Schulterstaffeln. | 26964873 |      |

### Gruppe: Wohnhäuser Deichstrasse 1, 3, 4
Die Gruppe hat die ID 26969940. Gruppe aus drei Wohnhäusern beiderseits der Deichstraße. Die um 1900 errichteten, schräg gegenüber liegenden Häuser Nr. 1 und 4 mit ihren aufeinander zu gerichteten Eck-Erkern bilden eine Art Torsituation an der platzartig aufgeweiteten Deichstraße vor der Luhebrücke.

| Lage                                       | Bezeichnung | Beschreibung | ID       | Bild |
| ------------------------------------------ | ----------- | --- | -------- | ---- |
| Deichstraße 1 53° 21′ 52″ N, 10° 12′ 16″ O | Wohnhaus    | Zweieinhalbgeschossiger Sichtbacksteinbau in Ecklage mit Drempelgeschoss unter weit überstehendem Flachdach mit Bitumendeckung. Verputzter Kellersockel, vielfältige Putzgliederungen. Abgeschrägte Gebäudeecke mit massivem Eck-Erker im Ober- und Drempelgeschoss. Risalitartiger Vorbau an der Nordfassade. Ostfassade direkt auf dem Luheufer, mit zweigeschossigem massiven Erker über dem Fluss. Zurückgesetzter Eingang an der Westfassade und nachträglicher Ladeneingang an der Ecke. | 26964859 |      |
| Deichstraße 3 53° 21′ 52″ N, 10° 12′ 15″ O | Wohnhaus    | Zweistöckiger Fachwerkbau mit Backsteinausfachung auf Backsteinsockel unter ziegelgedecktem Satteldach mit einseitigem Halbwalm über dem straßenseitigen Giebel. In Ecklage, giebelständig zur Deichstraße. Giebelseitige Erschließung durch mittige zweiflügelige Hauseingangstür mit hölzerner Giebelbekrönung. | 26964737 |      |
| Deichstraße 4 53° 21′ 53″ N, 10° 12′ 16″ O | Wohnhaus    | Zweigeschossiger Sichtbacksteinbau in Ecklage unter ziegelgedecktem Satteldach. Historistische Zierelemente, unter anderem glasierte Backsteine, ein gotisierender Schaugiebel und ein Runder Eckerker im Obergeschoss. Ursprünglich mit Eingang an der Deichstraße und offener Arkade hinter der Säule des Eckerkers. Inschriftliche Datierung „1891“ auf Wappenkartusche über der Ecksäule.                                                                                                  | 26964843 |      |

### Gruppe: Wohnhäuser Deichstrasse 11–13
Die Gruppe hat die ID 26969949. Gruppe aus zwei benachbarten Fachwerkhäusern in der Deichstraße auf schmalen, historisch überlieferten altstädtischen Parzellen; Haus Nummer 13 aber in traufständiger Bauweise.

| Lage                                        | Bezeichnung | Beschreibung | ID       | Bild |
| ------------------------------------------- | ----------- | --- | -------- | ---- |
| Deichstraße 11 53° 21′ 53″ N, 10° 12′ 14″ O | Wohnhaus    | Zweigeschossiger giebelständiger Fachwerkbau mit Backsteinausfachung unter Satteldach. Erdgeschoss straßenseitig massiv ersetzt, mit nachträglichen Ladeneinbauten. Über der Eingangstür wiederverwendeter Teil eines segmentbogigen Türsturzes mit inschriftlicher Datierung „1783“ auf dem Schlußstein. | 26964976 |      |
| Deichstraße 13 53° 21′ 53″ N, 10° 12′ 13″ O | Wohnhaus    | Zweistöckiger traufständiger Fachwerkbau mit Backsteinausfachung unter Halbwalmdach. Straßenfassade von nur vier Fensterachsen, nicht breiter als die benachbarten giebelständigen Häuser. Fassade im Erdgeschoss weitgehend erneuert, mit nachträglichen Schaufenstern. Inschriftliche Datierung „ANNO/1820“ an zwei Obergeschoss-Riegeln. Nachträgliche Inschrift mit Volkslied-Text des frühen 20. Jahrhunderts an der Obergeschoss-Schwelle. | 26964962 |      |

### Gruppe: Wohnhäuser Luhestraße
Die Gruppe hat die ID 26969976. Häuserzeile aus meist eingeschossigen, giebelständigen Gebäuden auf schmalen Grundstücken innerhalb eines kleinen durch Handwerker geprägten Quartiers innerhalb der Altstadt zwischen Deichstraße, Luhe und Luheabzweig der ehemaligen Wassermühle. Bebauung des 16. bis 19. Jahrhunderts, teils massiv, teils in Fachwerk, die den historischen städtebaulichen Charakter des Viertels tradiert.

| Lage                                       | Bezeichnung    | Beschreibung | ID       | Bild |
| ------------------------------------------ | -------------- | --- | -------- | ---- |
| Luhestraße 9 53° 21′ 55″ N, 10° 12′ 15″ O  | Blaufärberhaus | Zweistöckiges giebelständiges Fachwerkhaus in Geschossbauweise mit Backsteinausfachung unter Satteldach. Straßenseitiger Giebel und erstes Fach von Osten in Stockwerksbauweise. Ober- und Dachgeschoss giebelseitig vorkragend mit geschnitzten Knaggen. Zierfachwerk am Giebel, unter anderem mit Fächerrosetten, 1988 teils rekonstruiert. Ladeluken im Ober- und Dachgeschoss. Zurückgesetzte Eingangstür. | 26964932 |      |
| Luhestraße 19 53° 21′ 55″ N, 10° 12′ 15″ O | Wohnhaus       | Niedriger, eingeschossiger, giebelständiger Fachwerkbau unter Satteldach. Erdgeschoss straßenseitig massiv erneuert, um 1800. | 26966358 |      |
| Luhestraße 23 53° 21′ 55″ N, 10° 12′ 15″ O | Wohnhaus       | Eingeschossiger giebelständiger Fachwerkbau mit Backsteinausfachung unter Satteldach. Zweifache Giebelvorkragung. Fachwerk und Ausfachung am straßenseitigen Giebel teilweise erneuert. | 26964901 |      |
| Luhestraße 29 53° 21′ 55″ N, 10° 12′ 15″ O | Wohnhaus       | Eingeschossiger giebelständiger Sichtbacksteinbau unter Satteldach auf trapezförmigem, dem straßenverlauf angepasstem Grundriss. | 26965884 |      |
| Luhestraße 31 53° 21′ 55″ N, 10° 12′ 14″ O | Wohnhaus       | Eingeschossiger giebelständiger Sichtbacksteinbau unter Satteldach. Straßenseitiger Giebel erneuert. | 26965870 |      |
| Luhestraße 33 53° 21′ 55″ N, 10° 12′ 14″ O | Wohnhaus       | Eingeschossiger giebelständiger Fachwerkbau unter Satteldach. Straßenseitiger Giebel massiv in Backstein, geschlämmt und backsteinrot gestrichen. Ziergesims in Traufhöhe und Putzsockel farblich abgesetzt. Symmetrische Fassade mit mittigem Hauseingang. | 26965856 |      |
| Luhestraße 35 53° 21′ 54″ N, 10° 12′ 14″ O | Wohnhaus       | Eingeschossiger giebelständiger Massiv- und Fachwerkbau unter Satteldach. Westgiebel und südliche Traufseite 1929 in Sichtbackstein erneuert, nördliche Traufseite in Fachwerk mit Backsteinausfachung. | 26965842 |      |

### Einzelbaudenkmale
| Lage                                             | Bezeichnung                      | Beschreibung | ID       | Bild           |
| ------------------------------------------------ | -------------------------------- | --- | -------- | -------------- |
| Bahnhofstraße 2 53° 21′ 37″ N, 10° 12′ 23″ O     | Alte Kreissparkasse              | Zweigeschossiger freistehender Sichtbacksteinbau in Ecklage auf hohem Kellersockel unter vielfältiger Dachlandschaft in Bitumenschindeldeckung. Natur- oder Kunststeinelemente in historistischer Neorenaissance-Formensprache. Je ein Risalit mit vorgesetztem Erker im Erdgeschoss und Schweifgiebel an der Nord- und Westfassade. Überdachte Terrasse an der nordwestlichen Gebäudeecke im Obergeschoss. Im Süden niedrigerer Eingangsanbau unter Flachdach. Im Nordosten anderthalbgeschossiger Nebenflügel in gleicher Formensprache, mit Schweifgiebel an der Nordfassade. | 26964019 |                |
| Bahnhofstraße 7 53° 21′ 36″ N, 10° 12′ 21″ O     | Wohnhaus                         | Eingeschossiger traufständiger Backsteinbau unter Satteldach. Straßenfassade verputzt. Symmetrische Gestaltung mit leicht vorspringendem Mittelteil, darin eine zweiflügelige Eingangstür mit Oberlicht, und zu den Seiten jeweils zwei paarweise gruppierte Fenster. Fenster- und Türöffnungen segmentbogig, mit Putzrahmung. Giebel backsteinsichtig, mit First- und Schulterstaffeln. | 26965032 |                |
| Bahnhofstraße 15 53° 21′ 33″ N, 10° 12′ 20″ O    | Wohnhaus                         | Zweigeschossiger, aus der Bauflucht der Bahnhofstraße zurückgesetzter Putzbau auf hohem Kellersockel. Zweigeschossiger giebelständiger Baukörper unter Satteldach mit übergiebeltem Risalit mit vorgesetzter polygonaler Veranda im Erdgeschoss. Südlich anschließender Teil mit dem Eingangsbereich eingeschossig unter Mansard-Walmdach quer zum Hauptfirst. Fensterrahmungen und Sockel mit Rauputz, Dekor in Formen des geometrischen Jugendstils an der Veranda und den Fensterrahmungen in den Dachgeschossen. Giebeldreieck des Hauptgiebels verbrettert.                 | 26965018 |                |
| Bahnhofstraße 54 53° 21′ 27″ N, 10° 12′ 24″ O    | St.-Georg-Kapelle                | Verputzter Saalbau mit 3/8-Chorabschluss unter Satteldach in Ziegeldeckung, über dem Chor polygonal abgewalmt. Rundbogige Fensteröffnungen in spitzbogigen Blendnischen. Schlanker Westturm mit seitlich anschließenden Schweifgiebelbögen, rundbogigen Schallöffnungen im Glockengeschoss sowie Pyramidendach. Prägende Umgestaltungen 1787-1792 sowie 1903 durch den Neubau des Turmes unter dem Lüneburger Architekten Franz Krüger, möglicherweise im Kern noch Bau des 14./15. Jahrhunderts erhalten. Ehemalige Kapelle des benachbarten St. Georg-Hospitals.               | 26965004 |                |
| Bahnhofstraße 86 53° 21′ 19″ N, 10° 12′ 23″ O    | Wohnhaus                         | Zweigeschossiger traufständiger unterkellerter Putzbau unter Satteldach. Symmstrische Straßenfassade von sieben Achsen mit mittiger Eingangstür und Dekor in Neorenaissance-Formen. Dreiachsiger mittiger Zwerchgiebel mit inschriftlicher Datierung "1899" im Giebelaufsatz unter einer Muschelrosette. Betonte Horizontalgliederung durch plastische Putzgesimse. Putzquaderungen an den Gebäudeecken. Fensterrahmungen mit Betonung der drei Mittelachsen durch Giebelbekrönungen.                                                                                            | 26964990 |                |
| Eckermannstraße 7 53° 21′ 46″ N, 10° 12′ 36″ O   | Alte Stadtschule                 | Zweigeschossiger Sichtbacksteinbau auf L-förmigem Grundriss mit querhausartigen Risaliten unter Satteldächern, freistehend in Ecklage. Ursprungsbau traufständig zur Eckermannstraße, mit zwei seitlichen und einem mittleren Querhaus, jeweils mit Dreiecksgiebeln mit First- und Schulterstaffeln. Gliederung horizontalbetont durch Geschossgesimse und Zierbänder aus glasierten Backsteinen. Östliches Querhaus 1905 nach Norden in angepasster Formensprache zu Seitenflügel verlängert. Mittleres und westliches Querhaus 1993 nach Norden verlängert.                    | 26966005 |                |
| Eckermannstraße 8 53° 21′ 44″ N, 10° 12′ 30″ O   | Wohnhaus                         | Gebäude in Ecklage, giebelständig zur Eckermannstraße. Zweigeschossiger villenartiger Putzbau auf hohem Kellersockel in Sichtbackstein unter Halbwalmdach mit einseitig herabgezogener Mansarde. Großes Zwerchhaus unter Mansarddach in der östlichen Dachfläche. Dachgeschossgiebel in Zierfachwerk, Obergeschoss teils in Fachwerk oder Scheinfachwerk. Polygonaler zweigeschossiger turmartiger Standerker an der Nordostecke. Eingeschossige Verandavorbauten an der Ost- und Südseite.                                                                                      | 26965990 |                |
| Eckermannstraße 53° 21′ 46″ N, 10° 12′ 42″ O     | Jüdischer Friedhof Winsen (Luhe) | Gepflegte Anlage. Alte Bäume, Ziergehölze. Eingezäunt, Gitter zur Straße. Der seit etwa 1820 genutzte, 1826 erweiterte Friedhof hat eine Größe von 713 m². 42 - 46 Grabsteine sind erhalten aus dem Belegungszeitraum 1848 bis 1956, sowie ein Grabgewölbe. | 26966020 | Weitere Bilder |
| Kehrwieder 5 53° 21′ 51″ N, 10° 12′ 13″ O        | Ehem. Amtsschreiberhaus          | Zweistöckiger freistehender Fachwerkbau mit Backsteinausfachung auf Backsteinsockel unter ziegelgedecktem Halbwalmdach mit rechtwinklig an der Nordwestecke angesetztem einstöckigen Anbau, ebenfalls in Fachwerk mit Backsteinausfachung unter Halbwalmdach. Traufständige Orientierung schräg zur Straße mit außermittigem Eingang. Unregelmäßige Fassade, Ständer im Erd- und Obergeschoss in abweichender Stellung, Obergeschossfenster paarweise gruppiert. | 26965928 |                |
| Kehrwieder 8 53° 21′ 52″ N, 10° 12′ 15″ O        | Wohnhaus                         | Eingeschossiger giebelständiger Massiv- und Fachwerkbau unter Satteldach. Ursprünglich vollständig in Fachwerk, Erdgeschoss vermutlich im 19. Jahrhundert massiv ersetzt. Fachwerkgiebel in Kehlbalkenebene vorkragend mit Knaggen, darüber mit Spitzsäule. Ehemalige Ladegaube mittig im ersten Dachgeschoss. Inschrift mit Datierung „(...) ANNO 1666 DEN 17 IUNY RENOVIRT“ an der Giebelschwelle. | 26965913 |                |
| Kirchstraße 53° 21′ 48″ N, 10° 12′ 23″ O         | Straßenpflaster                  | Feldsteinpflaster aus Lesesteinen zwischen Kirchturm und der Einmündung der Straße Hinter den Höfen. Im Bereich vor dem Kirchturm und dem Pfarrhaus platzartig aufgeweitete Fläche. | 26966495 |                |
| Kirchstraße 1 53° 21′ 49″ N, 10° 12′ 23″ O       | Pfarrhaus II                     | Zweistöckiger traufständiger Fachwerkbau mit geschlämmter Backsteinausfachung auf Backsteinsockel unter ziegelgedecktem Halbwalmdach. Symmetrische siebenachsige Fassade mit gleichmäßiger Fensterreihung. Mittige zweiflügelige Hauseingangstür mit Oberlicht. Nordfassade im Erdgeschoss massiv ersetzt. Zweigeschossiger massiver Anbau unter Walmdach an der Nordwestecke. | 26965898 |                |
| Lüneburger Straße 53° 21′ 18″ N, 10° 12′ 32″ O   | Gefallenendenkmal                | Denkmal für die ortsansässigen Gefallenen des 1. Weltkrieges, errichtet 1931, aus vier mit Inschrifttafeln verbundenen Backsteinstelen. Nach dem 2. Weltkrieg 1958 ergänzt durch zwei weitere Backsteinstelen, jeweils mit den Jahreszahlen „1939“ und „1945“. Steinkreuze für die Gefallenen entlang des Zugangsweges vom Friedhofseingang an der Lüneburger Straße. | 26965638 |                |
| Lüneburger Straße 8 53° 21′ 20″ N, 10° 12′ 26″ O | Wohnhaus                         | Anderthalbgeschossiger traufständiger Sichtbacksteinbau auf hohem Kellersockel unter Satteldach mit Drempel. Symmetrische Fassade mit vierachsigem Zwerchhaus über zentralem Eingang. Putzgliederungen in Form von Gesimsen, Pilastern, Fenster- und Türrahmungen sowie Fensterbekrönungen im Zwerchgiebel. Große Dachüberstände, an den Giebeln mit Freigespärren. Inschriftliche Datierung am Zwerchgiebel-Freigespärre. | 26965296 |                |
| Marktstraße 53° 21′ 50″ N, 10° 12′ 25″ O         | St.-Marien-Kirche                | Unregelmäßige zweischiffige Backstein-Hallenkirche mit breitem Mittel- und schmalem südlichen Seitenschiff von 3½ Jochen. Zweijochiger Chor am Mittelschiff mit polygonalem 5/12-Abschluss. Erbaut ab um 1400. Breite, dreibahnige Spitzbogenfenster zwischen kräftigen abgestuften Strebepfeilern. Ziegelgedecktes Satteldach mit polygonalem Walm über der Apsis. Zwei kleine Türmchen über dem Westgiebel. Polygonaler Westturm 1896–99 nach Plänen von Eduard Schlöbcke. Hauptschiff mit Balkendecke, im Chor und Seitenschiff Kreuzrippengewölbe.                           | 26965281 |                |
| Marktstraße 53° 21′ 50″ N, 10° 12′ 24″ O         | Eckermann-Denkmal                | Backsteinstele auf flachem breiten Sockel mit Natur- oder Kunststeinplatte. Vier Bronzeplatten mit flachen Reliefs und Inschriften. Gestiftet von der Stadt Winsen zum 100. Todestag Johann Peter Eckermanns. | 26965266 |                |
| Marktstraße 1 53° 21′ 51″ N, 10° 12′ 23″ O       | Wohnhaus                         | Zweigeschossiges Gebäude auf L-förmigem Grundriss in Ecklage. Erdgeschoss massiv, teilweise mit störenden Ladeneinbauten. Obergeschoss teilweise in Fachwerk mit Backsteinausfachung. Östlicher Gebäudeteil unter Satteldach mit Giebel an der Marktstraße, daran westlich im rechten Winkel anschließendes Satteldach mit Traufe an der Marktstraße. Südöstlicher Gebäudeteil als Flügelanbau unter Satteldach mit niedrigerer Trauf- und Firsthöhe. Im Kern wohl um 1800, Fassade an der Marktstraße 1915 erneuert.                                                            | 26965251 |                |
| Marktstraße 10 53° 21′ 52″ N, 10° 12′ 25″ O      | Gasthaus                         | Zweigeschossiger giebelständiger Fachwerkbau in Stockwerksbauweise mit Backsteinausfachung unter ziegelgedecktem Halbwalmdach. Straßenseitige Fassade zweifach leicht auskragend, im Obergeschoss mit Viertelrosetten an kurzen Fußbügen und geschlämmter Ausfachung. Ursprünglich mit außermittiger Längsdurchfahrt, am hofseitigen Giebel noch ablesbar. 1684 (i). | 26965234 |                |
| Plankenstraße 2 53° 21′ 46″ N, 10° 12′ 28″ O     | Wohn-/Geschäftshaus              | Zweieinhalbgeschossiger traufständiger verputzter Massivbau mit Drempelgeschoss unter Frackdach in unterschiedlicher Deckung des flachen Nord- und des steileren Südteils. Sechsachsige Fassade mit Geschossgesimsen und geputzten Fenster- und Türrahmungen sowie bauzeitlichem Ladeneinbau im Erdgeschoss. Im Erdgeschoss ursprünglich Tischlerwerkstatt. | 26965219 |                |
| Plankenstraße 7 53° 21′ 48″ N, 10° 12′ 28″ O     | Speicher (Bauwerk)               | Zweigeschossiger traufständiger Fachwerkbau mit Backsteinausfachung unter Satteldach. Außermittige Querdurchfahrt, darüber hofseitig Ladeluken im Obergeschoss sowie in Zwerchgaube im Dachgeschoss. Sturzbalken über der Durchfahrt an beiden Traufseiten jeweils mit inschriftlicher Datierung „1818“, aber mit unterschiedlichen Namen. Vermutlich ursprünglich als gemeinsames Nebengebäude zu den beiden Vorderhäusern mit den heutigen Adressen Rathausstraße 24 und 26 gehörend.                                                                                          | 26966448 |                |
| Rathausstraße 3 53° 21′ 48″ N, 10° 12′ 26″ O     | Superintendentur                 | Zweigeschossiger, traufständiger Fachwerkbau mit Backsteinausfachung auf Backsteinsockel unter Krüppelwalmdach. Symmetrische, geschlämmte Fassade mit sechs Fensterachsen sowie mittiger zweiflügeliger Hauseingangstür mit Oberlicht. Ursprünglich Wohnhaus des 1. Pfarrers, seit 1802 Superintendentur. | 26965174 |                |
| Rathausstraße 13/15 53° 21′ 44″ N, 10° 12′ 25″ O | Wohn-/Geschäftshaus              | Zweigeschossiger Sichtbacksteinbau mit Putzsockel in Ecklage unter Plattformdach mit ziegelgedeckten Seiten und dreiseitigem First. Weitgehend spiegelsymmetrische Gestaltung der beiden Straßenfassaden, jeweils mit mittigem Zwerchhaus mit Stufengiebel über hölzernem Erker im Obergeschoss. Zweigeschossiger, massiver, turmartiger Eck-Erker mit Zinnenkranz im Ober- und Dachgeschoss. Eingangsportal an der Nordfassade mit architektonischer Rahmung in Form eines Stufengiebels mit Rundbogen auf zwei Halbsäulen.                                                     | 26966343 |                |
| Rathausstraße 22 53° 21′ 48″ N, 10° 12′ 28″ O    | Alte Ratsapotheke                | Zweieinhalbgeschossiger Klinkerbau in Ecklage mit ausgebautem Dachgeschoss mit straßenseitigem, kupferverkleideten Drempel. Zweigeschossiger Eck-Erker mit welscher Haube in Kupferdeckung. Weiterer Erker an der Nordfassade. Als Wohnhaus mit Apotheke 1896–97 errichtet, prägender Fassadenumbau 1930. Standort einer Apotheke seit 1803. | 26965157 |                |
| Rathausstraße 24 53° 21′ 48″ N, 10° 12′ 28″ O    | Wohn-/Geschäftshaus              | Dreigeschossiger giebelständiger Fachwerkbau mit Backsteinausfachung unter flach geneigtem Satteldach mit massiver Fassade. Sichtbacksteinfassade in neoromanischer Formensprache mit Gliederungen in Form von Lisenen, Gesimsen, rundbogigen Fensterstürzen und Giebelfries in rotem sowie Mauerflächen in gelbem Backstein. | 50336328 |                |
| Rathausstraße 27 53° 21′ 41″ N, 10° 12′ 22″ O    | Postgebäude                      | Dreigeschossiger traufständiger Sichtbacksteinbau unter Satteldach. Außermittiger Risalit mit Zwerchgiebel. Fassadengliederung durch Gesimse und Friese sowie Bänder aus glasierten Backsteinen. | 26964047 |                |
| Rathausstraße 56 53° 21′ 39″ N, 10° 12′ 23″ O    | Wohnhaus                         | Zweieinhalbgeschossiger giebelständiger Massivbau auf hohem Kellersockel unter flach geneigtem Satteldach mit massivem Drempel sowie großen Dachüberständen, giebelseitig mit Freigespärre. Sichtbacksteinfassade mit umfangreichen Putzgliederungen in Form von Eckquaderungen, Gesimsen sowie Fenster- und Türrahmungen. | 26964033 |                |
| Rote-Kreuz-Straße 6 53° 21′ 43″ N, 10° 12′ 37″ O | Ehem. Landwirtschaftsschule      | Zweigeschossiger freistehender Sichtbacksteinbau auf rechteckigem Grundriss mit mehreren Anbauten, auf hohem Kellersockel und unter steilem Walmdach. Zwerchhaus mit Fachwerk-Obergeschoss unter Satteldach über der Nordostecke Eingeschossiger Eingangs-Vorbau an der Ostfassade mit darüberliegender Terrasse. Eineinhalbgeschossiger Treppenhaus-Anbau an der Nordfassade. Weiterer Zwerchgiebel über der Südwestecke, davor zweigeschossiger Anbau unter Flachdach an der Südfassade, mit Balkon.                                                                           | 26965975 |                |
| Schloßplatz 3 53° 21′ 49″ N, 10° 12′ 18″ O       | Gefängnisgebäude                 | Freistehender zweigeschossiger Putzbau unter ziegelgedecktem Walmdach, ursprünglich mit Dienstwohnung im Erd- und Zellen im Obergeschoss. Fassade mit risalitartig leicht vortretenden Ecken, hier im Erdgeschoss mit Putzquaderung, und zurückgesetztem, glatt verputzten Mittelteil. Geschossgesims als glattes Putzband. Eingangstür mit architektonischer Rahmung. Nördlich anschließender Gefängnishof mit Backsteinmauer. | 26965124 |                |
| Schloßplatz 3 53° 21′ 49″ N, 10° 12′ 18″ O       | Hof (Architektur)                | Nördlich an das ehemalige Gefängnis anschließender Gefängnishof für den Freigang der Häftlinge, an drei Seiten umschlossen von einer hohen Backsteinmauer. | 45609182 |                |
| Schloßplatz 11 53° 21′ 45″ N, 10° 12′ 23″ O      | Marstall                         | Langgestreckter traufständiger zweigeschossiger Fachwerkbau mit Backsteinausfachung auf Backsteinsockel unter einseitig abgewalmtem, ziegelgedeckten Satteldach. Obergeschoss leicht vorkragend. Regelmäßige Fußstrebenanordnung im Obergeschoss, mit Zwickelfüllungen als geschlossene Dreiecksflächen ausgebildet. Zierausfachungen in einigen Fachen. Symmetrische Fassade mit zwei Quereinfahrten und einer mittleren Eingangstür unter kleiner Zwerchgaube. Im Osten nachträglich vorgesetzter massiver Giebel in Sichtbackstein. Am Westgiebel Erdgeschoss massiv ersetzt. | 26965141 |                |
| Von-Somnitz-Ring 4 53° 21′ 39″ N, 10° 12′ 28″ O  | Wohnhaus                         | Freistehender zweieinhalbgeschossiger Sichtbacksteinbau auf hohem verputzten Kellersockel unter ziegelgedecktem Walmdach. Straßenfassade mit seitlichem Risalit mit Zwerchgiebel unter Satteldach. Nordostseite mit turmartigem Treppenhausanbau unter flachem Pyramidendach mit verputztem Drempel, Eingang mit hölzernem Windfang-Vorbau. Zwerchhaus an der Südwestfassade. Verandaanbau an der Südostseite. Putzgliederungen und Fensterumrahmungen, teilweise mit Giebelbekrönungen, in hell gefasstem Putz beziehungsweise Fassadenstuck.                                   | 26965063 |                |
| Von-Somnitz-Ring 6 53° 21′ 40″ N, 10° 12′ 30″ O  | Verwaltungsgebäude               | Freistehender dreigeschossiger traufständiger Sichtbacksteinbau auf Kellersockel unter Satteldach mit historisierenden Stufengiebeln. Zwei Zwerchhäuser mit Stufengiebeln in der straßenseitigen Dachfläche. Straßenfassade von 8 Fensterachsen, außermittiger Eingang mit zweiläufiger Freitreppe und architektonischer Portalrahmung in expressionistischer Formensprache. Bauzeitliche Innenausstattung erhalten. | 26965046 |                |

## Pattensen

### Gruppe: Kirche und Glockenturm
Die Gruppe „Kirche und Glockenturm“ hat die ID 26970042.

| Lage                                               | Bezeichnung | Beschreibung | ID       | Bild           |
| -------------------------------------------------- | ----------- | --- | -------- | -------------- |
| Pattensener Hauptstraße 53° 19′ 8″ N, 10° 8′ 39″ O | Kirche      | Die evangelische Kirche St. Gertrud wurde das erste Mal 1233 erwähnt. Im Jahre 1627 wurde die Kirche von Dänen zerstört. Von 1628 bis 1629 wurde die Kirche wieder aufgebaut. Es ist ein Saalbau aus Fachwerk. Ein Glockenturm aus dem Jahr 1850 befindet sich nördlich der Kirche. Im Inneren befindet sich eine flache Decke mit Voute. Die Empore sowie Teile der Ausstattung sind aus der Bauzeit. | 26964659 | Weitere Bilder |
| Pattenser Hauptstraße 53° 19′ 9″ N, 10° 8′ 39″ O   | Glockenturm | | 26964643 |                |
| Pattensener Hauptstraße 53° 19′ 9″ N, 10° 8′ 40″ O | Friedhof    | | 26964628 |                |

### Gruppe: Hof
Die Gruppe „Hof“ hat die ID 45139429.

| Lage                                    | Bezeichnung              | Beschreibung | ID       | Bild |
| --------------------------------------- | ------------------------ | ------------ | -------- | ---- |
| Eichenweg 2 53° 19′ 14″ N, 10° 8′ 22″ O | Wohn-/Wirtschaftsgebäude |              | 26966545 |      |
| Eichenweg 2 53° 19′ 15″ N, 10° 8′ 23″ O | Scheune                  |              | 26965718 | BW   |
| Eichenweg 2 53° 19′ 16″ N, 10° 8′ 22″ O | Scheune                  |              | 26965735 |      |

### Gruppe: Friedhof und Kapelle, Bahlburger Straße
Die Gruppe „Friedhof und Kapelle, Bahlburger Straße“ hat die ID 26970032.

| Lage                                          | Bezeichnung    | Beschreibung | ID       | Bild |
| --------------------------------------------- | -------------- | ------------ | -------- | ---- |
| Bahlburger Straße 53° 18′ 59″ N, 10° 8′ 58″ O | Friedhof       |              | 26964721 |      |
| Bahlburger Straße 53° 18′ 56″ N, 10° 9′ 0″ O  | Kriegerdenkmal |              | 26964705 |      |

### Einzelbaudenkmale
| Lage                                      | Bezeichnung       | Beschreibung | ID       | Bild |
| ----------------------------------------- | ----------------- | ------------ | -------- | ---- |
| Schulstraße 10 53° 19′ 7″ N, 10° 8′ 25″ O | Bauernhaus        |              | 26964613 |      |
| Pastorenweg 53° 19′ 8″ N, 10° 8′ 34″ O    | Konfirmationssaal |              | 26964675 |      |

## Rottorf

### Einzelbaudenkmale
| Lage                                            | Bezeichnung | Beschreibung | ID       | Bild |
| ----------------------------------------------- | ----------- | ------------ | -------- | ---- |
| Fahrenholzer Weg 9 53° 20′ 17″ N, 10° 18′ 49″ O | Scheune     |              | 26964598 |      |
| Fahrenholzer Weg 9 53° 20′ 17″ N, 10° 18′ 50″ O | Speicher    |              | 26964583 |      |

## Roydorf

### Gruppe: Hofanlage In’n Dörp 9
Die Gruppe „Hofanlage In’n Dörp 9“ hat die ID 26970061.

| Lage                                     | Bezeichnung              | Beschreibung | ID       | Bild |
| ---------------------------------------- | ------------------------ | ------------ | -------- | ---- |
| In’n Dörp 9 53° 20′ 31″ N, 10° 11′ 31″ O | Wohn-/Wirtschaftsgebäude |              | 26966847 |      |
| In’n Dörp 9 53° 20′ 31″ N, 10° 11′ 29″ O | Scheune                  |              | 26966862 |      |

### Gruppe: Hofanlage In’n Dörp 2
Die Gruppe „Hofanlage In’n Dörp 2“ hat die ID 26970052.

| Lage                                     | Bezeichnung              | Beschreibung | ID       | Bild |
| ---------------------------------------- | ------------------------ | ------------ | -------- | ---- |
| In’n Dörp 2 53° 20′ 31″ N, 10° 11′ 44″ O | Wohn-/Wirtschaftsgebäude |              | 26966802 |      |
| In’n Dörp 2 53° 20′ 30″ N, 10° 11′ 41″ O | Scheune                  |              | 26966817 |      |

### Einzeldenkmale
| Lage                                              | Bezeichnung | Beschreibung | ID       | Bild |
| ------------------------------------------------- | ----------- | ------------ | -------- | ---- |
| In’n Dörp 7 53° 20′ 30″ N, 10° 11′ 35″ O          | Bauernhaus  |              | 26966757 |      |
| In’n Dörp 7 53° 20′ 31″ N, 10° 11′ 35″ O          | Einfriedung |              | 26966906 |      |
| Luhdorfer Straße 117 53° 20′ 36″ N, 10° 12′ 17″ O | Bauernhaus  |              | 26964509 |      |
| Luhdorfer Straße 109 53° 20′ 40″ N, 10° 12′ 20″ O | Wohnhaus    |              | 26966510 |      |
| In’n Dörp 4 53° 20′ 31″ N, 10° 11′ 40″ O          | Schule      |              | 26966773 |      |

## Sangenstedt

### Einzelbaudenkmale
| Lage                                                     | Bezeichnung   | Beschreibung    | ID       | Bild |
| -------------------------------------------------------- | ------------- | --------------- | -------- | ---- |
| Sangenstedter Dorfstraße 46 53° 20′ 53″ N, 10° 16′ 25″ O | Häuslingshaus |                 | 26964445 |      |
| Sangenstedter Dorfstraße 50 53° 20′ 52″ N, 10° 16′ 28″ O | Bauernhaus    |                 | 26964430 |      |
| Sangenstedter Dorfstraße 40 53° 20′ 50″ N, 10° 16′ 22″ O | Bauernhaus    |                 | 26964460 |      |
| Sangenstedter Dorfstraße 37 53° 20′ 48″ N, 10° 16′ 26″ O | Bauernhaus    |                 | 26964475 |      |
| Bundesstraße 4, km 14,970 53° 20′ 27″ N, 10° 16′ 37″ O   | Meilenstein   | Ganzmeilensäule | 26964490 |      |

## Scharmbeck

### Einzelbaudenkmale
| Lage                                                   | Bezeichnung | Beschreibung | ID       | Bild |
| ------------------------------------------------------ | ----------- | ------------ | -------- | ---- |
| Am Fischteich 8 53° 20′ 38″ N, 10° 8′ 34″ O            | Räucherkate |              | 26964415 |      |
| Ziegeleistraße 1 53° 20′ 38″ N, 10° 8′ 44″ O           | Bauernhaus  |              | 26964370 |      |
| Scharmbecker Dorfstraße 52 53° 20′ 36″ N, 10° 8′ 55″ O | Abbauer     | Abbauer      | 26964385 |      |
| Kanonenberg 8 53° 20′ 50″ N, 10° 8′ 39″ O              | Wohnhaus    |              | 26964400 |      |

## Stöckte

### Gruppe: Hofanlage Stöckter Deich 78a
Die Gruppe „Hofanlage Stöckter Deich 78a“ hat die ID 26970088.

| Lage                                             | Bezeichnung              | Beschreibung | ID       | Bild |
| ------------------------------------------------ | ------------------------ | ------------ | -------- | ---- |
| Stöckter Deich 78 A 53° 23′ 16″ N, 10° 11′ 59″ O | Wohn-/Wirtschaftsgebäude |              | 26964234 |      |
| Stöckter Deich 78 A 53° 23′ 16″ N, 10° 11′ 58″ O | Scheune                  |              | 26964220 | BW   |

### Einzelbaudenkmale
| Lage                                            | Bezeichnung | Beschreibung                    | ID       | Bild |
| ----------------------------------------------- | ----------- | ------------------------------- | -------- | ---- |
| Stöckter Deich 37 53° 22′ 38″ N, 10° 12′ 6″ O   | Räucherkate |                                 | 26964250 |      |
| Stöckter Deich 82 53° 23′ 18″ N, 10° 12′ 1″ O   | Hafenbecken | Stöckter Nothafen               | 26966296 |      |
| Stöckter Deich 84 53° 23′ 19″ N, 10° 12′ 1″ O   | Wohnhaus    | Ehemaliges Gasthaus zur Ilmenau | 26964205 |      |
| Stöckter Deich 103 53° 23′ 20″ N, 10° 11′ 55″ O | Bauernhaus  |                                 | 26964160 |      |
| Stöckter Deich 97 53° 23′ 17″ N, 10° 11′ 56″ O  | Wohnhaus    |                                 | 26964175 |      |
| Hoopter Deich 53° 23′ 32″ N, 10° 10′ 46″ O      | Grenzstein  | Deichkabelstein                 | 39257129 |      |
| Hoopter Straße 140 53° 22′ 35″ N, 10° 11′ 35″ O | Wohnhaus    |                                 | 26964311 |      |
| Hoopter Straße 297 53° 23′ 28″ N, 10° 10′ 49″ O | Fischerkate |                                 | 26964280 |      |
| 53° 23′ 27″ N, 10° 10′ 53″ O                    | Grenzstein  | Fischereigrenzstein am Hafen    | 39257146 |      |

## Tönnhausen

### Einzelbaudenkmale
| Lage                                                  | Bezeichnung | Beschreibung | ID       | Bild |
| ----------------------------------------------------- | ----------- | ------------ | -------- | ---- |
| Oberdorfstraße 1 53° 22′ 33″ N, 10° 15′ 44″ O         | Bauernhaus  |              | 26964109 |      |
| Alter Viedeich 13 53° 22′ 36″ N, 10° 14′ 58″ O        | Abbauer     |              | 26964143 |      |
| Tönnhäuser Dorfstraße 17 53° 22′ 33″ N, 10° 15′ 44″ O | Bauernhaus  |              | 26964109 |      |

## Ehemalige Baudenkmale
| Lage                                                     | Bezeichnung | Beschreibung | ID | Bild                                                                                                |
| -------------------------------------------------------- | ----------- | ------------ | -- | --------------------------------------------------------------------------------------------------- |
| Winsen (Luhe) Marktstraße 3 53° 21′ 51″ N, 10° 12′ 23″ O | Wohnhaus    |              |    | [[Vorlage:Bilderwunsch/code!/C:53.364048,10.206457!/D:Winsen (Luhe) Marktstraße 3, Wohnhaus!/\|BW]] |